# Casa Pomar (Gelida)
La Casa Pomar és una obra noucentista de Gelida (Alt Penedès) protegida com a Bé Cultural d'Interès Local.

## Descripció
Torre d'estiueig construïda l'any 1918. És d'un sol cos rectangular, de subterrani i planta, teulada a dos vents, i una gran terrassa porxada i molt elegant. Està voltada d'un jardí, i forma part del nucli residencial construït pels estiuejants des de l'inici del segle vint en un moviment d'urbanització que va continuar fins al segle xxi.

## Història
La casa serví de marc a la pel·lícula "Les llargues vacances del 36" de Jaume Camino, durant els anys 70, on es relaten els por menors de quan la burgesia barcelonina acabava d'ocupar els seus caus d'estiu, i esclatà la guerra civil el 18 de juliol.